# ハプニング
ハプニングは、1950年代から1970年代前半を中心に、北米・西ヨーロッパ・日本などで展開された、ギャラリーや市街地で行われる非再現的で一回性の強いパフォーマンスアートや作品展示などを総称するのに用いられる美術用語である。ハプニングの創始者と言われるアラン・カプローによると「きまった時間と空間の中で演じられる点では演劇に関連をもった芸術形式」。

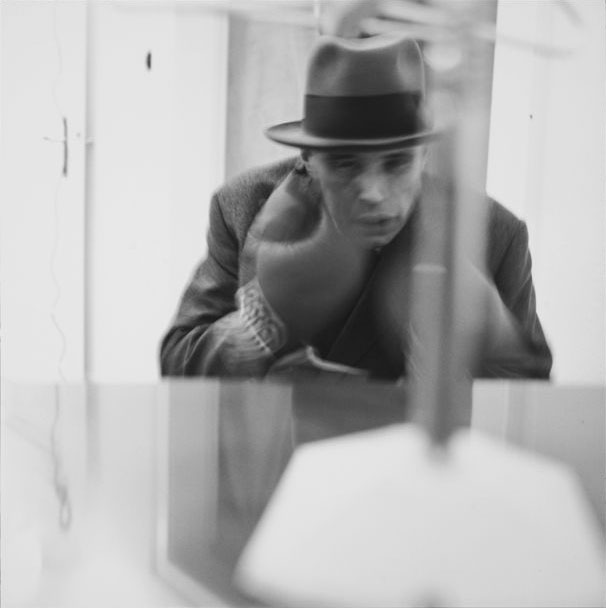
ヨーゼフ・ボイス「ボイス フェルト TV」ローター・ヴァレー 撮影(1971)

## 概要
アメリカの文献では1959年、アラン・カプローがジョージ・シーガルの農場のアート・イベントで、アート作品を発表する際に、「ハプニング」という言葉を初めて使用した。一方、日本人による情報では、カプローがニューヨークのルーベン画廊で行った『6つの部分の18のハプニング』(18 Happenings in 6 Parts) という催しが、最初に「ハプニング」という名前を使ったイベントという見解もある。

当初は、芸術のタイトルの一部でしかなかった「ハプニング」であるが、そのアクションまでもがハプニングと呼ばれるようになり、さらには一般化し、ある種の芸術形式として定着した。
その後、キャロリー・シュニーマン、アル・ハンセン、レッド・グルームス、クレス・オルデンバーグ、ジム・ダイン、ジョージ・シーガル、レッド・グルームス、ロバート・ホイットマンなどの芸術家が様々な形式のハプニングを展開していった。

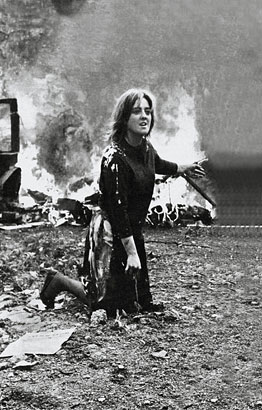
マルタ・ミヌヒン「The Destruction(破壊)」 (1963)仲間に作品をまとめて破壊されるというコンセプトのハプニング

ハプニングは、特に抽象表現主義の画家に愛された。抽象表現主義が爛熟し、アクション・ペインティングを超えたアートを追求しようという情熱と、ジャンク・アートのオブジェ性と卑俗性などの要素が複雑に絡み合ったこのムーブメントは当時新鮮だった。しかし、多くの芸術家はハプニングを行うことで自らの「本来の作品」の着想を得た後、徐々にハプニングから離れていった。

## 詳細
ハプニングの起点はアラン・カプローの、ジャクソン・ポロックのアクション・ペインティングへの多大な関心にあった。（1.ペインティング Painting）カプローはそれを展開してアクション・コラージュを考案した。（2.アッサンブラージュ Assemblage）それにさらに空間的な要素を追加した。（3.エンバイラメント Environment）そして出来上がった「描く自分とその対象物」という構図はわずかにスライドし「自分と様々な物質の相互作用」という構図に落ち着いた。（4.ハプニング Happening）
空間的な要素を追加するきっかけになったのは、1958年にカプローが学んでいたニュー・スクール・フォー・ソーシャル・リサーチでジョン・ケージの講義を受けたことによる。同じクラスに、アル・ハンセン、ジョージ・ブレクト、ディック・ヒギンズなどがいた。
ハプニングはパフォーマンスアート、インスタレーションに大きな影響を与えた。また、日本と米国においては、同時代に盛んだった市民運動や反戦運動、学生運動などのカウンターカルチャーと強い結び付きを得て、しばしば行政当局に事前の許可を取らないゲリラ的活動をとった。(草間彌生もアメリカでの活動時代､ハプニングの女王と呼ばれていた。)そのため、以降の世代には「ハプニングは全てゲリラ的活動」という誤解が蔓延っている。
ハプニングは物事を予期しない方向に誘導し、退屈感を緩和するということで、セリエル音楽や偶然性が強い不確定性の音楽と一定の共通点がある。ただし、このハプニングという「技法」は、音楽などの「再現芸術」と異なり、有効なのは一回である。
音楽家のハプニング
演技や個性のドラマティックな表現の否定。アクションの起点となる楽譜を「正確に」緊張に耐えてアクションを遂行する。（ジョン・ケージ一派、ラ・モンテ・ヤングなど）
舞踊家のハプニング
ハプニングの瞬間的衝動に基づく行動を定型の舞踊に持ち込み、その境界を揺さぶる。ジャディソン教会ホールを中心に「ダンス・イヴェント」の名でさかんに行われた。（アンナ・ハルプリン、イヴォンヌ・レイナー、ロバート・モリスなど）
フルクサスのハプニング
当初は「芸術と日常の垣根をなくす」という反芸術的な意図でハプニングを用いたが、メンバーの多さ・曖昧さ・リーダーへの反発などの様々な理由で徐々にメンバーそれぞれの特徴をもったハプニングが生まれるようになった。演劇やゲーム、あるいはスポーツといったカプローが避けていた概念を持ち込み、ユーモアにあふれたハプニングを展開した。また、ハプニングとは別の「イヴェント」という表現活動も行った。(ジョージ・マチューナス、オノ・ヨーコなど)
演劇人のハプニングケネス
1964年、イギリスのエジンバラで行われた国際演劇会議の「未来の演劇」の日に、ケネス・デューイは会議そのものをハプニングにしてしまった。（後にフルクサスが行う『フルクサス会議』のさきがけといえる）
反芸術の意図でのハプニング
物体の破壊や恐怖で観客に「もっとアクティブになれ」と挑戦する。西ドイツの「デ・コラージュ」（ヴォルフ・フォステル、ナム・ジュン・パイク）

## 世界のハプニング
フランス
1960年頃から、詩人のジャン・ジャック・ルベルを中心に。また、ベン・ヴォーティエのメール・ハプニング。
チェコ
ミラン・クニザク
オランダ
シモン・ヴァンケンヌーグ、バルト・ヒューゲス、マリーケ・コーゲル
日本
1950年代初頭の吉原治良を中心とした具体美術協会のアクションをひとつの表現とみなした活動。草月ホール、アングラとの結びつきなど。2010年代からは、スタイリスト伏見京子を中心としたファッション集団、The HAPPENINGがゲリラ的な手法を用いたファッションショーを展開した。

## 資料
- 木村覚. “Artwords ハプニング(身体芸術)”.  artscape. 2016年3月5日時点のオリジナルよりアーカイブ。2016年3月5日閲覧。